# Соколовський Ростислав Сергійович
Ростислав Сергійович Соколовський (1989—2022) — молодший сержант Збройних Сил України, учасник російсько-української війни, який загинув під час російського вторгнення в Україну.

## Життєпис
Народився 5 травня 1989 року в с. Матусів Шполянського району Черкаської області. 
З 2016 року був на службі в Збройних Силах України. 
Під час російського вторгнення в Україну в 2022 році — молодший сержант, командир гармати самохідного артилерійського взводу 36-ї окремої бригади морської піхоти імені контрадмірала Михайла Білинського. Загинув 9 квітня 2022 року в м. Маріуполь..

## Нагороди
- орден «За мужність» III ступеня (2022) (посмертно) — за особисту мужність і самовіддані дії, виявлені у захисті державного суверенітету та територіальної цілісності України, вірність військовій присязі.[3]